# Strømtangen fyr (Kragerø)
 Ikke at forveksle med Strømtangen fyr (Fredrikstad).
Strømtangen fyr er et landfast fyr ved indløbet til Kragerøfjorden i Vestfold og Telemark fylke i Norge. Fyret har 4. ordens linseapparat og er indbygget i fyrbygningen der er opført af træ.
Fyrstationen blev bygget i 1874, samtidig med Stavseng fyr længere inde i fjorden og danner en navigationslinje med denne. Fyret er en typisk repræsentant for små træfyr og blev i 1997 fredet efter lov om kulturminner.

## Eksterne kilder og henvisninger
- Strømtangen fyr (Kragerø) på Riksantikvarens hjemmeside kulturminnesok.no
- Norsk fyrliste 2012 (Webside ikke længere tilgængelig), Kystverket
- Strømtangen fyr Norsk Fyrhistorisk Forening
- Kragerø Om fyret på Store Norske Leksikon